# 2006 en astronomie
2004 en astronomie - 2005 en astronomie - 2006 en astronomie - 2007 en astronomie - 2008 en astronomie 

## Événements

### Janvier
- 4 janvier : la Terre se trouve à son périhélie[1].
- 16 janvier : annonce de la découverte de PSR J1748-2446ad, pulsar effectuant 716 rotations par seconde, le plus rapide jamais découvert arxiv.org.
- 25 janvier : annonce de la découverte de OGLE-2005-BLG-390L b, une exoplanète 5,5 fois plus massive que la Terre, la plus petite exoplanète découverte à ce jour nature.com.

### Février
- 4 février : découverte de SN 2006X, une supernova de type Ia dans la galaxie spirale M100, deux semaines avant son maximum de luminosité rochesterastronomy.org.
- 13 février : éruption de la nova récurrente RS Ophiuchi, la première depuis 1985 aavso.org.
- 18 février : détection de GRB 060218, un sursaut gamma possédant des caractéristiques inhabituelles nature.com.

### Mars

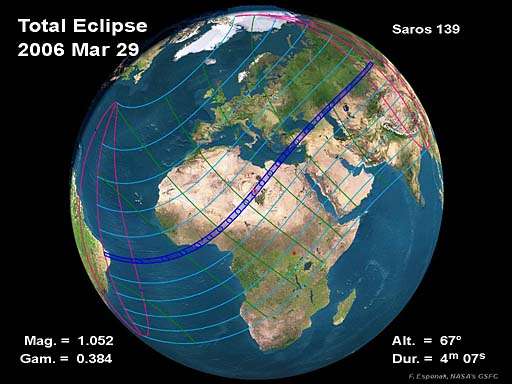
Parcours de l'ombre de l'éclipse à la surface du globe le 29 mars 2006.

- 2 mars : l'astéroïde 2004 VD17 est réévalué du niveau 1 vers le niveau 2 de l'échelle de Turin. Il sera rabaissé au niveau 1 le 20 mai, puis au niveau 0 le 17 octobre space.newscientist.com.
- 10 mars :
  - annonce de l'observation de geysers de glace à la surface d'Encelade, satellite de Saturne sciencemag.org;
  - annonce de la découverte de OGLE-2005-BLG-169L b, une exoplanète 13 fois plus massive que la Terre arxiv.org.
- 14 mars :
  - éclipse lunaire pénombrale sunearth.gsfc.nasa.gov;
  - annonce de la découverte de deux exoplanètes présentant une orbite très excentrique, autour des étoiles HD 187085 et HD 20782 arxiv.org
- 20 mars : équinoxe de mars à 18:16 UTC aa.usno.navy.mil
- 26 mars : transit de Mercure devant le Soleil depuis Jupiter space.jpl.nasa.gov
- 29 mars : éclipse solaire totale (Brésil, océan Atlantique, Ghana, Togo, Nigéria, Niger, Tchad, Libye, Turquie, Géorgie, Russie, Kazakhstan, Mongolie) umbra.nascom.nasa.gov

### Avril
- 1er avril : occultation de l'amas des Pléiades par la Lune primordia.com.

### Mai
- 12 mai : passage au plus près de la Terre des fragments de la comète 73P/Schwassmann-Wachmann, à 11,9 millions de km. science.nasa.gov
- 18 mai : annonce de la découverte de trois exoplanètes comparables à Neptune autour de l'étoile HD 69830 nature.com.
- 19 mai : annonce de la découverte d'une exoplanète autour de l'étoile XO-1, par la détection d'un transit astronomique spacedaily.com.

### Juin
- 20 juin : découverte de la comète C/2006 M4 (SWAN).
- 21 juin : solstice de juin à 12:26 UTC aa.usno.navy.mil
- 23 juin : l'Union astronomique internationale nomme officiellement les deux lunes de Pluton récemment découvertes Nix et Hydra space.com.
- 26 juin : annonce de la découverte de 9 nouveaux satellites de Saturne : S/2004 S 19, S/2006 S 1, S/2006 S 2, S/2006 S 3, S/2006 S 4, S/2006 S 5, S/2006 S 6, S/2006 S 7 et S/2006 S 8 cfa-www.harvard.edu.
- 27 juin : annonce de la découverte par la sonde Venus Express d'un double vortex au pôle Sud de Vénus esa.int.

### Juillet
- 3 juillet :
  - la Terre se trouve à son aphélie[2];
  - l'astéroïde 2004 XP14 "frôle" la Terre à 04:25 UTC à 432 308 km (1,12 fois la distance Terre-Lune) news.bbc.co.uk.
- 28 juillet : annonce de la découverte de possibles lacs d'hydrocarbures aux pôles de Titan space.com.

### Août
- 14 août au 25 août : 26e assemblée générale de l'Union astronomique internationale à Prague (République tchèque) astronomy2006.com
- 24 août : l'Union astronomique internationale vote pour créer la catégorie des planètes naines et y placer Pluton. Le système solaire compte alors officiellement huit planètes iau.org.
- 29 août : découverte de l'astéroïde 2006 QV89.
- 31 août : publication dans la revue Nature de travaux de recherche portant sur l'observation en direct d'une supernova. Ces observations, exceptionnelles, remontent au 18 février et ont été effectuées par le télescope spatial Swift.

### Septembre
- 7 septembre : éclipse lunaire partielle sunearth.gsfc.nasa.gov
- 13 septembre : annonce du nom officiel de (136199) Éris pour l'objet temporairement désigné 2003 UB313 ; sa lune est nommée Dysnomie cfa-www.harvard.edu
- 21 septembre : l'analyse d'images transmises par la sonde Cassini fait apparaître l'existence d'un nouvel anneau autour de Saturne, entre les anneaux F et G news.bbc.co.uk.
- 21 septembre : publication dans la revue Nature de travaux de recherche portant sur l'observation d'une supernova dénommée SNLS-03D3bb découverte le 24 avril 2003 qui se présente comme « obèse ». Les conclusions pourraient remettre en cause certaines théories.
- 22 septembre : éclipse solaire annulaire sunearth.gsfc.nasa.gov
- 23 septembre : équinoxe de septembre à 04:03 UTC usno.navy.mil

### Novembre
- 8 novembre : transit de Mercure devant le Soleil depuis 19:12 UTC jusqu'à 00:10 UTC (le 9 novembre) nao.rl.ac.uk
- 10 novembre : la sonde Cassini met en évidence un vortex polaire autour du pôle Sud de Saturne saturn.jpl.nasa.gov
- 12 novembre : transit de Vénus devant le soleil depuis Jupiter space.jpl.nasa.gov
- 17 novembre : publication dans l’The Astrophysical Journal de la mesure de la vitesse de rotation du trou noir contenu dans le microquasar GRS 1915+105. Elle semble atteindre le maximum possible pour ce trou noir : à peu près 1 000 tours par seconde !

### Décembre
- 6 décembre : annonce de la découverte de traces d'érosion récentes sur Mars news.bbc.co.uk.
- 22 décembre : solstice de décembre à 00:22 UTC usno.navy.mil
- 27 décembre : lancement réussi du satellite CoRoT par une fusée Soyouz à 14h23 UTC